# Azzurra Brindisi 1985-1986
La Azzurra Brindisi 1985-1986, sponsorizzata Parmalat, prende parte al campionato italiano di Serie B. Chiude la stagione regolare al settimo posto con 18V e 12P, 2408 punti fatti e 2320 punti subiti e viene ammessa a partecipare alla B di Eccellenza dopo aver superato nello spareggio la Fuji Marsala.

## Storia
Della formazione neopromossa in Serie B non fanno più parte: Piero Labate che abbandona l'attività agonistica dopo 20 anni e oltre 500 presenze prima con la Libertas Brindisi e poi con l'ASSI Brindisi ora Azzurra, diventando l'assistente del coach Lillino Ciracì; l'ala pivot Paolo Friz che si trasferisce alla Libertas Lecce, il play Marcello De Stradis alla Olimpia Basket Matera e Fabrizio D'astore alla Manicone Mesagne. Oltre i confermati Antonio Guzzone, Fabrizio Panella, Vito Rongone, Nicola Ungaro, Salvatore Caramia e Fabio De Solda, la squadra viene rinforzata con giocatori provenienti dalle serie superiori, come l'esperta ala Carmine Spinosa e il giovane play Alessandro Santoro provenienti dalla Pallacanestro Brindisi e l'ala forte Giuseppe La Gioia preso in prestito dalla Juve Caserta. Miglior marcatore della stagione è Fabrizio Panella con 520 punti in 31 partite, seguito da Nicola Ungaro con 336 punti e Carmine Spinosa con 331 p. sempre in 31 partite, migliore rimbalzista è La Gioia con 218 rimbalzi seguito da Guzzone con 206 .

## Roster
| Azzurra Brindisi 1985/1986 | Azzurra Brindisi 1985/1986 |
| Giocatori                  | Staff tecnico              |
| -------------------------- | -------------------------- |

| N. | Naz.              | Ruolo | Nome                | Anno | Alt.   | Peso |  |
| -- | ----------------- | ----- | ------------------- | ---- | ------ | ---- |  |
|    | Italia (bandiera) | P     | Fabio De Solda      | 1966 | 185 cm |      |  |
|    | Italia (bandiera) | PG    | Giancarlo Giarletti | 1968 | 186 cm |      |  |
|    | Italia (bandiera) | P     | Alessandro Santoro  | 1965 | 188 cm |      |  |
|    | Italia (bandiera) | G     | Carmine Spinosa     | 1959 | 193 cm |      |  |
|    | Italia (bandiera) | G     | Salvatore Caramia   | 1964 | 187 cm |      |  |
|    | Italia (bandiera) | G     | Vito Rongone        | 1962 | 187 cm |      |  |
|    | Italia (bandiera) | A     | Fabrizio Panella    | 1961 | 196 cm |      |  |
|    | Italia (bandiera) | A     | Giuseppe La Gioia   | 1962 | 200 cm |      |  |
|    | Italia (bandiera) | AC    | Antonio Guzzone     | 1965 | 203 cm |      |  |
|    | Italia (bandiera) | C     | Nicola Ungaro ()    | 1960 | 200 cm |      |  |
|    | Italia (bandiera) | C     | Giovanni Ria        | 1966 | 205 cm |      |  |

| Allenatore                            |
| - Lillino Ciracì                      |
| Assistente/i                          |
| - Piero Labate Legenda - (C) Capitano |

## Risultati
| Arbitri: | Bagnoli (Forlì) Pironi (Ravenna) |

|                                     |       |                                         |
| Spinosa 16, La Gioia 16, Guzzone 10 | Punti | Prosperi 18, Calcagnini 12, Mainieri 11 |

| Arbitri: | Villemari (Roma) Tebene (Roma) |

|                                 |       |                                    |
| Tassi 19, Romito 16, De Witt 11 | Punti | La Gioia 17, Panella 16, Ungaro 11 |

| Arbitri: | Lombardo (Milano) Colombo (Castelnuovo) |

|                                     |       |                                       |
| Spinosa 20, Caramia 12, La Gioia 11 | Punti | Masini 24, Patricelli A. 15, Magro 13 |

| Arbitri: | Campera (Genova) Manuguerra (La Spezia) |

|                                     |       |                                   |
| Mazza 18, Castellazzi 17, Biondi 14 | Punti | Santoro 21, Caramia 18, Ungaro 11 |

| Arbitri: | Ranieri (Roseto) Ricchiuti (Chieti) |

|                                     |       |                                           |
| Panella 19, La Gioia 17, Spinosa 11 | Punti | Castellano 37, De Angelis 14, Rossetti 13 |

| Arbitri: | Gambadoro (Catania) Attardi (Priolo) |

|                                       |       |                                   |
| Antonucci 18, Jannone 14, Nicodemo 14 | Punti | Panella 23, Guzzone 13, Ungaro 10 |

| Arbitri: | De Biagi (Pesaro) Pazzaglia (Pesaro) |

|                                     |       |                                |
| Santoro 15, Panella 14, La Gioia 10 | Punti | Fortunato 21, Lai 16, Serra 13 |

| Arbitri: | Munerin (Venezia) Pascotto (Venezia) |

|                                           |       |                                   |
| Magri 16, Degli Innocenti 14, Esposito 11 | Punti | Panella 16, Ungaro 15, Spinosa 14 |

| Arbitri: | Lombardo (Milano) Nasca (Milano) |

|                                    |       |                             |
| La Gioia 18, Spinosa 17, Ungaro 12 | Punti | Fasciocco 17, Battistini 12 |

| Arbitri: | Pigozzi (Bologna) Facchini (Massa Lombarda) |

|                                       |       |                                     |
| Colarullo 28, Riscolo 20, Giannini 14 | Punti | Panella 27, Santoro 21, La Gioia 14 |

| Arbitri: | Conti (Benevento) Maddaloni (Napoli) |

|                                    |       |                                       |
| Santoro 20, Guzzone 18, Panella 16 | Punti | Boccafurni 22, Casanova 13, Papini 11 |

| Arbitri: | Gadda (Roma) Bazzetti (Roma) |

|                                      |       |                                    |
| Balugani 24, Pedretti 13, Pesenti 11 | Punti | Panella 15, Ungaro 11, La Gioia 11 |

| Arbitri: | Morè (Pescara) Tedone (Roma) |

|                                   |       |                                   |
| Panella 17, Ungaro 12, Santoro 10 | Punti | Zitarosa 16, Salemme 16, Rossi 13 |

| Arbitri: | Zancanella (Este) Testolin (Padova) |

|                                  |       |                                    |
| Di Donna 19, Raffin 18, Romeo 12 | Punti | Guzzone 23, Spinosa 17, Caramia 16 |

| Arbitri: | Villemari (Roma) Colucci (Napoli) |

|                                   |       |                               |
| Panella 24, Ungaro 24, Caramia 12 | Punti | Milia 23, Parisi 17, Bacci 12 |

| Arbitri: | D'Este (Venezia) Scherly (Trieste) |

|                                   |       |                                     |
| Prosperi 28, Lusuardi 24, Coen 19 | Punti | Panella 19, Caramia 16, La Gioia 10 |

| Arbitri: | Perossi (Roma) Monaco (Roma) |

|                                   |       |                                      |
| Panella 18, Caramia 11, Ungaro 11 | Punti | Romito 15, Brighi 14, Mastroianni 12 |

| Arbitri: | Nania (Livorno) Buccella (Varese) |

|                                      |       |                                    |
| Masili 30, Bratti 14, Sapisciotti 10 | Punti | Caramia 18, Guzzone 10, La Gioia 9 |

| Arbitri: | Stucchi (Milano) Vivaldi (Milano) |

|                                   |       |                                      |
| Panella 27, Ungaro 21, Santoro 14 | Punti | Castellazzi 24, Mazza 20, Pascolo 13 |

| Arbitri: | Celeste (Milano) Pascucci (Gualdo Tadino) |

|                                         |       |                                     |
| Castellano 37, De Angelis 19, Pastore 8 | Punti | Panella 18, Santoro 16, La Gioia 15 |

| Arbitri: | Muraron (Venezia) Pascotto (Venezia) |

|                                     |       |                                      |
| La Gioia 22, Spinosa 15, Santoro 13 | Punti | Antonucci 29, Iannone 14, Morandin 8 |

| Arbitri: | Grotti (Pineto) Gratti (Roma) |

|                                   |       |                                    |
| Billoso 26, Spinas 19, Turella 18 | Punti | Santoro 34, Caramia 16, Spinosa 14 |

| Arbitri: | Chilà R. (Reggio Calabria) Chilà M. (Reggio Calabria) |

|                                    |       |                                             |
| Panella 17, Spinosa 17, Guzzone 16 | Punti | Cenderelli 21, Magri 15, Degli Innocenti 15 |

| Arbitri: | Morisco (Pesaro) Rossi (Pesaro) |

|                                           |       |                                    |
| Battistoni 26, Castorani 13, Fasciocco 11 | Punti | Panella 25, Guzzone 22, Caramia 12 |

| Arbitri: | Saccari (Treviglio) Origlia (Saronno) |

|                                    |       |                                     |
| Panella 28, Santoro 18, Spinosa 14 | Punti | Riscelo 20, Molinari 18, Ranieri 12 |

| Arbitri: | Manuguerra (La Spezia) Campera (Genova) |

|                                         |       |                                    |
| Iardella 24, Casanova 18, Quagliatti 17 | Punti | Panella 30, Ungaro 11, La Gioia 10 |

| Arbitri: | Pasetto (Firenze) Zucchello (Nuoro) |

|                                    |       |                                  |
| Spinosa 19, Ungaro 11, De Solda 11 | Punti | Padovano 26, Conti 17, Valerio 8 |

| Arbitri: | Lombardo (Milano) Colombo (Como) |

|                                    |       |                                    |
| Di Gennaro 17, Pepe 17, Salemme 15 | Punti | Ungaro 17, Panella 17, De Solda 12 |

| Arbitri: | Mori (Pescara) Tinarello (Pescara) |

|                                      |       |                                         |
| Panella 29, La Gioia 16, De Solda 15 | Punti | Grattagliano 21, Raffin 20, Di Donna 14 |

| Arbitri: | Deganutti (Varese) Munarini (Venezia) |

|                                   |       |                                   |
| Longo 22, Mazzoleni 19, Parisi 14 | Punti | Panella 19, Ungaro 19, Guzzone 15 |

### Spareggio ammissione in B/1
| Arbitri: | Gatta (Roma) Bassetti (Roma) |

|                                    |       |                                            |
| Guzzone 19, Spinosa 14, Santoro 11 | Punti | Gambelli 19, Dalla Costa 18, Provenzano 15 |

## Statistiche

### Statistiche di squadra
| Competizione                      | Punti | In casa | In casa | In casa | In casa | In casa | In trasferta | In trasferta | In trasferta | In trasferta | In trasferta | Totale | Totale | Totale | Totale | Totale | Totale |
| Competizione                      | Punti | G       | V       | P       | PF      | PS      | G            | V            | P            | PF           | PS           | G      | V      | P      | PF     | PS     | DIF    |
| --------------------------------- | ----- | ------- | ------- | ------- | ------- | ------- | ------------ | ------------ | ------------ | ------------ | ------------ | ------ | ------ | ------ | ------ | ------ | ------ |
| Serie B 1985-86 Stagione regolare | 36    | 15      | 11      | 4       | 1205    | 1111    | 15           | 7            | 8            | 1203         | 1209         | 30     | 18     | 12     | 2408   | 2320   | +88    |
| Serie B 1985-86 Spareggio         | 2     | 0       | 0       | 0       | 0       | 0       | 1            | 1            | 0            | 79           | 77           | 1      | 1      | 0      | 79     | 77     | +2     |
| TOTALE                            | 38    | 15      | 11      | 4       | 1205    | 1111    | 16           | 8            | 8            | 1282         | 1286         | 31     | 15     | 16     | 2487   | 2397   | +90    |

## Fonti
- La Gazzetta del Mezzogiorno edizione del 1985-86
- Guida ai campionati di basket LNP edizione 1987